# Bouzais
 Bouzais  es una población y comuna francesa, situada en la región de  Centro, departamento de Cher, en el distrito de Saint-Amand-Montrond y cantón de Saint-Amand-Montrond.

## Demografía
| 207 | 187 | 189 | 227 | 242 | 254 |
| Para los censos de 1962 a 1999 la población legal corresponde a la población sin duplicidades (Fuente: INSEE [Consultar]) |     |     |     |     |     |